# Afzelia bipindensis
Afzelia bipindensis är en ärtväxtart som beskrevs av Hermann August Theodor Harms. Afzelia bipindensis ingår i släktet Afzelia och familjen ärtväxter. IUCN kategoriserar arten globalt som sårbar. Inga underarter finns listade i Catalogue of Life.